# Louredo (Amarante)
Louredo ist eine Gemeinde im Nordwesten Portugals.
Louredo gehört zum Kreis Amarante im Distrikt Porto, besitzt eine Fläche von 3,6 km² und hat 630 Einwohner (Stand 19. April 2021).